# Enrico Magenes
Enrico Magenes (Milano, 15 aprile 1923 – Pavia, 2 novembre 2010) è stato un matematico e partigiano italiano.

## Biografia

### La formazione e gli anni della guerra
Enrico Magenes nasce a Milano nel 1923. A 20 anni la guerra lo costringe a interrompere gli studi di matematica alla Scuola Normale Superiore di Pisa. Tornato a Pavia, diventa dirigente dell'Azione Cattolica ed è tra i promotori della costituzione della Democrazia Cristiana. Nel 1944 fu arrestato come appartenente al Comitato di Liberazione Nazionale di Pavia e successivamente deportato nel campo di transito di Bolzano-Gries, nel campo di concentramento di Flossenbürg con il cosiddetto Trasporto 81 e infine a Kottern, sottocampo di Dachau. Viene liberato nell'aprile del 1945. 

### La carriera scientifica
Riprende subito lo studio della matematica, si laurea presso la Scuola Normale Superiore di Pisa nel 1947, diventa prima assistente all'Università degli Studi di Padova nel 1948 e poi professore straordinario all'Università di Modena nel 1952. Trasferito a Genova nel 1955, giunge infine all'Università di Pavia nel 1959, dove ricopre la cattedra di Istituzioni di Analisi Superiore fino al 1996, diventando poi professore emerito. Promotore e direttore del Centro di Calcolo dello stesso ateneo, membro dell'Accademia Nazionale dei Lincei, presidente dell'UMI dal 1973 al 1975, Enrico Magenes fonda nel 1970 l'Istituto di Analisi Numerica del Consiglio Nazionale delle Ricerche (ora con il nome di IMATI) che dirige per oltre 20 anni, portandolo ai vertici della matematica applicata internazionale. L'IMATI verrà intitolato alla sua memoria il 2 novembre 2011. Sempre a Pavia, diviene presidente del Collegio Universitario Santa Caterina da Siena, uno dei quattro collegi di merito del sistema universitario pavese. Diventa socio di numerose accademie scientifiche, fra cui l'Accademia Nazionale dei Lincei, l'Istituto Lombardo Accademia di Scienze e Lettere, l'Accademia di Scienze e Lettere, la Société Royale des Sciences di Liegi e la Academia Europæa. Parte delle sue raccolte librarie sono state donate alla Biblioteca della Scienza e della Tecnica.

## Gli studi
Il contributo scientifico di Enrico Magenes all'Analisi Matematica è stato di grandissimo valore per la matematica italiana e non solo, ed è valso a Magenes, nel 2003, il premio ICIAM Lagrange, attribuito dal Committee for International Conferences on Industrial and Applied Mathematics nominato dalle società SMAI (Société de Mathématiques Appliquées et Industrielles), SEMA (Sociedad Española de Matematica Aplicada) e SIMAI.
L'opera fondamentale in tre volumi Problémes aux limites non homogénes et applications, scritta in collaborazione con Jacques-Louis Lions e tradotta in varie lingue (fra le quali l'inglese, il russo e il cinese), divenuta uno dei riferimenti principali per la teoria delle equazioni differenziali alle derivate parziali. Proprio in questo settore, grazie a Magenes e alla sua determinazione, la scuola di Pavia ha formato generazioni di studiosi di grande valore, aprendoli alla collaborazione con alcuni dei protagonisti matematici del '900, come il già ricordato Jacques-Louis Lions, o ancora Ennio De Giorgi, Guido Stampacchia, Carlo Pucci, Giovanni Prodi e Sergio Campanato. 
In memoria del professore a un anno dalla sua scomparsa, gli allievi, amici e colleghi di Magenes hanno organizzato a Pavia, nei giorni 2-4 novembre 2011, un convegno internazionale promosso dal Dipartimento di Matematica dell'Università di Pavia, dall'IMATI-CNR e dal Collegio Santa Caterina da Siena con il patrocinio di prestigiose istituzioni accademiche italiane. 

## Opere
- Enrico Magenes, Sui teoremi di Tonelli per la semicontinuità nei problemi di Mayer e di Lagrange, in Annali della Scuola Normale Superiore di Pisa - Classe di Scienze 1950, Volume 15, Numero 1-4, pag. 113-125, pubblicato per la prima volta nel 1946 prima della tesi di laurea
- Enrico Magenes, Sopra un problema di T Satô per l'equazione differenziale y" = f (x, y, y'), Atti Accad. Naz. Lincei, Rend. Cl. Sci. Fis. Mat. Nat. (8) 2, 130–136, 1947
- Enrico Magenes, Sopra un problema di T. Satô per l’equazione differenziale y′′ = f (x, y, y′) II,  Atti Accad. Naz. Lincei, Rend. Cl. Sci. Fis. Mat. Nat. (8) 2, 258–261 (1947)
- Enrico Magenes, Problemi di valori al contorno per l'equazione differenziale y(n) = λf (x, y, y', ... , y(n-1)), Annali di matematica pura e applicata, Dicembre 1948, Volume 27, Issue 1, pp 39–74. Come scrive lui stesso nel paper il "lavoro costituisce la parte essenziale della mia tesi di licenza alla Scuola Normale Superiore di Pisa, discussa nel giugno 1947."
- Enrico Magenes, Intorno agli integrali di Fubini-Tonelli. I. Condizioni sufficienti per la semi-continuità, Annali della Scuola Normale Superiore di Pisa - Classe di Scienze (3) 2, 1–38 (1950), 1948
- Enrico Magenes, Proprietà topologiche di certi insiemi di punti e teoremi di esistenza di punti uniti in trasformazioni plurivalenti di una r-cella in sé, G. Mat. Battaglini (4) 2(78), 168–181, 1949
- Enrico Magenes, Un criterio di esistenza di punti uniti in trasformazioni topologiche piane, Rendiconti del Seminario Matematico della Università di Padova, Volume 18, pagg. 68-114, 1949
- Enrico Magenes, Un’osservazione sui teoremi di esistenza di punti uniti in trasformazioni plurivalenti di una N-cella, Rendiconti del Seminario Matematico della Università di Padova, Volume 19, pagg. 108–113, 1950
- Enrico Magenes, Sul minimo relativo degli integrali di Fubini-Tonelli, Giornale di Matematiche Battaglini (4) 3(79), pagg. 144–168, 1950
- Enrico Magenes, Sui teoremi di Tonelli per la semicontinuità nei problemi di Mayer e di Lagrange, Annali della Scuola Normale Superiore di Pisa - Classe di Scienze, Serie 2,  Volume 15, Num. 1-4, pagg. 113-125, 1950
- Enrico Magenes, Sulle equazioni di Eulero relative ai problemi di calcolo delle variazioni degli integrali di Fubini-Tonelli, Rendiconti del Seminario Matematico della Università di Padova Volume 19, pagg. 62–102, 1950
- Enrico Magenes, Condizioni sufficienti per il minimo relativo in certi problemi di Mayer, Rendiconti del Seminario Matematico della Università di Padova, Volume 20, pagg. 78–98, 1951
- Enrico Magenes, Intorno ad un nuovo tipo di funzionali del calcolo delle variazioni, Atti del III Congresso Unione Matematici Italiani, Pisa, 23–26 Settembre 1948, pp. 102–104, 1951
- Enrico Magenes, Sul minimo semi-forte degli integrali di Fubini-Tonelli, Rendiconti del Seminario Matematico della Università di Padova, Volume 20, pagg. 401-424, 1951
- Enrico Magenes, Sulle estremanti dei polinomiali nella sfera di Hilbert, Rendiconti del Seminario Matematico della Università di Padova, Volume 20, pagg. 24–47, 1951
- Enrico Magenes, Una questione di stabilità relativa ad un problema di moto centrale a massa variabile, Atti del III Congresso Unione Matematica Italiana, Pisa, 23–26 Settembre 1948, pp. 105–106, 1951
- Enrico Magenes, Sull’equazione del calore: teoremi di unicità e teoremi di completezza connessi col metodo di integrazione di M. Picone. Nota I, Rendiconti del Seminario Matematico della Università di Padova, 21, 99–123, 1952
- Enrico Magenes, Sull’equazione del calore: teoremi di unicità e teoremi di completezza connessi col metodo d’integrazione di M. Picone. Nota II, Rendiconti del Seminario Matematico della Università di Padova, 21, 136–170, 1952
- Enrico Magenes, Sul minimo relativo nei problemi di calcolo delle variazioni d’ordine n, Rendiconti del Seminario Matematico della Università di Padova, Volume 21, pagg. 1–24, 1952
- Enrico Magenes, Sui problemi al contorno misti per le equazioni lineari del secondo ordine di tipo ellittico. Annali della Scuola Normale Superiore di Pisa, Classe di Scienza 1954, Volume 8, Numero 1-2, pagg. 93-120, 1954
- Enrico Magenes, Osservazioni su alcuni teoremi di completezza connessi con i problemi misti per le equazioni lineari ellittiche. Bollettino Unione Matematica Italiana, Volume 3, Numero 10, pag. 452–459, 1955
- Enrico Magenes, Problema generalizzato di Dirichlet e teoria del potenziale, Rendiconti del Seminario Matematico della Università di Padova, Volume 24 pag. 220-229, 1955
- Enrico Magenes, Problemi al contorno misti per l’equazione del calore, Rendiconti del Seminario Matematico della Università di Padova, Volume 24, pag. 1–28, 1955
- Enrico Magenes, Sui problemi di derivata obliqua regolare per le equazioni lineari del secondo ordine di tipo ellittico, Annali di Matematica pura e applicata, (4) 40, 143–160, 1955
- Enrico Magenes, Sul teorema dell’alternativa nei problemi misti per le equazioni lineari ellittiche del secondo ordine, Annali della Scuola Normale Superiore di Pisa, (3) 9, 161–200 (1956). 1955
- Enrico Magenes, Sulla teoria del potenziale, Rendiconti del Seminario Matematico della Università di Padova, Volume 24, pagg. 510–522, 1955
- Enrico Magenes, Su alcune recenti impostazioni dei problemi al contorno, in particolare misti, per le equazioni lineari ellittiche del secondo ordine, Annali della Scuola Normale Superiore di Pisa, (3) 10, 75–84, 1956
- Enrico Magenes, l problema della derivata obliqua regolare per le equazioni lineari ellittico-paraboliche del secondo ordine in m variabili, Rend. Mat. Appl. (5) 16, 363–414, 1957
- Enrico Magenes, Recenti sviluppi nella teoria dei problemi misti per le equazioni lineari ellittiche. Rendiconto Semin. Mat. Fis. Milano 27, 75–95, 1957
- G. Fichera, Enrico Megenes (a cura di), Integrali singolari e questioni connesse, Lectures al Centro Internazionale Matematica Estivo di Varenna 10-19 giugno 1957, Springer, 1957
- Enrico Magenes, Sui problemi al contorno per i sistemi di equazioni differenziali lineari ellittici di ordine qualunque, Univ. e Politec. Torino. Rend. Sem. Mat. 17, 25–45, 1957-1958
- Enrico Magenes, Guido Stampacchia, I problemi al contorno per le equazioni differenziali di tipo ellittico. Annali della Scuola Normale Superiore di Pisa, Volume 12, Num. 3, pagg. 247–358, 1958
- Enrico Magenes, Problemi ai limiti non omogenei. I, Annali della Scuola Normale Superiore di Pisa Serie 3, Volume 14, pagg. 269–308, 1960
- Enrico Magenes, Potenziamento della ricerca matematica, Bollettino dell'Unione Matematica Italiana, Serie 3, Volume 15, Num. 2, pagg. 273-274 1960
- Jacques-Louis Lions, Enrico Magenes, Remarque sur les problèmes aux limites pour opérateurs paraboliques, C. R. Acad. Sci. Parigi 251, 2118–2120, 1961
- Jacques-Louis Lions, Enrico Magenes, Problèmes aux limites non homogènes. II, Ann. Inst. Fourier (Grenoble) 11, 137–178, 1961
- Jacques-Louis Lions, Enrico Magenes, Problemi ai limiti non omogenei. III, Annali della Scuola Normale Superiore di Pisa, (3) 15, 41–103, 1961
- Jacques-Louis Lions, Enrico Magenes, Problèmes aux limites non homogènes. IV, Annali della Scuola Normale Superiore di Pisa, (3) 15, 311–326, 1961
- Jacques-Louis Lions, Enrico Magenes, Problemi ai limiti non omogenei. V,  Annali della Scuola Normale Superiore di Pisa, Volume 16, Num. 1, pagg. 1-44, 1962
- Jacques-Louis Lions, Enrico Magenes, Remarques sur les problèmes aux limites linéaires elliptiques, Atti Accad. Naz. Lincei, Rend. Cl. Sci. Fis. Mat. Nat. (8) 32, 873–883, 1962
- Jacques-Louis Lions, Enrico Magenes, Problèmes aux limites non homogènes. VI, J. Anal. Math. 11, 165–188, 1963
- Jacques-Louis Lions, Enrico Magenes, Problèmes aux limites non homogènes. VII, Ann. Mat. Pura Appl. (4) 63, 201–224, 1963
- Enrico Magenes, Sur les problèmes aux limites pour les équations linéaires elliptiques, in Les Équations aux Dérivées Partielles, Paris, 1962, pp. 95–111. Éditions du Centre National de la Recherche Scientifique, Paris (1963)
- Jacques-Louis Lions, Enrico Magenes, Sur certains aspects des problèmes aux limites non homogènes pour des opérateurs paraboliques, Ann. Sc. Norm. Super. Pisa, Volume 18, Num. 3, pagg. 303–344, 1964
- Enrico Magenes, Problèmes de traces et problèmes aux limites pour équations linéaires elliptiques et paraboliques, in Deuxième Colloq. l’Anal. Fonct. Centre Belge Recherches Math., pp. 83–95. Librairie Universitaire, Louvain, 1964
- Jacques-Louis Lions, Enrico Magenes, Espaces de fonctions et distributions du type de Gevrey et problèmes aux limites paraboliques, Ann. Mat. Pura Appl. (4) 68, 341–417, 1965
- Enrico Magenes, Spazi d’interpolazione ed equazioni a derivate parziali, in Atti del Settimo Congresso dell’Unione Matematica Italiana, Genova, 1963, pp. 134–197. Edizioni Cremonese, Roma, 1965
- Jacques-Louis Lions, Enrico Magenes, Espaces du type de Gevrey et problèmes aux limites pour diverses classes d’équations d’évolution, Annali di matematica pura e applicata (4) 72, 343–394, 1966
- Jacques-Louis Lions, Enrico Magenes, Résultats de régularité et problèmes aux limites non homogènes pour opérateurs paraboliques. in Atti del Convegno su le Equazioni alle Derivate Parziali, Nervi, 1965, pp. 75–80. Edizioni Cremonese, Rome, 1966
- Enrico Magenes, Espaces de fonctions et de distributions vectorielles du type de Gevrey et équations différentielles, in Séminaire sur les Équations aux Dérivées Partielles (1965–1966). I, pp. 1–34. Collège de France, Parigi, 1966
- Jacques-Louis Lions, Enrico Magenes, Quelques remarques sur les problèmes aux limites linéaires elliptiques et paraboliques dans des classes d’ultra-distributions. I, II, Atti Accad. Naz. Lincei, Rend. Cl. Sci. Fis. Mat. Nat. (8) 43, 469–476, 1967
- G. Geymonat, Magenes Enrico, La teoria delle distribuzioni, in Annuario della Enciclopedia della Scienza e della Tecnica, vol. 68, pp. 413–419. Mondadori, Milano, 1968
- Jacques-Louis Lions, Enrico Magenes, Contrôle optimal et espaces du type de Gevrey, Atti Accademia Nazionale dei Lincei, Rend. Cl. Sci. Fis. Mat. Nat. (8) 44, 34–39, 1968
- Jacques-Louis Lions, Enrico Magenes, Contrôle optimal et espaces du type de Gevrey. II, Atti Accademia Nazionale dei Lincei , Rend. Cl. Sci. Fis. Mat. Nat. (8) 44, 151–157, 1968
- Enrico Magenes, Alcuni aspetti della teoria delle ultradistribuzioni e delle equazioni a derivate parziali, in Symposia Mathematica, vol. II, INDAM, Roma, 1968, pp. 235–254. Academic Press, Londra, 1969
- Enrico Magenes, Carlo Pucci, Prefazione a Gevrey, M., Œuvres de Maurice Gevrey , Éditions du Centre National de la Recherche Scientifique, Parigi 1970, pag xvi+573
- Jacques-Louis Lions, Enrico Magenes, Problèmes aux limites non homogènes et applications, Dunod, Parigi, Voll. 1 e 2, 1968; Vol. 3, 1970.
- Enrico Magenes, Su alcuni problemi ellittici di frontiera libera connessi con il comportamento dei fluidi nei mezzi porosi. In: Symposia Mathematica, vol. X, Convegno di Analisi Numerica, INDAM, Rome, 1972, pp. 265–279. Academic Press, Londra, 1972
- Enrico Magenes (a cura di) , Seminari su la risoluzione numerica delle equazioni differenziali ordinarie di tipo “stiff”. Segreteria del Laboratorio di Analisi Numerical del C.N.R., Pavia (1972). Con una prefazione di Enrico Magenes, Laboratorio di Anal. Numer. Consiglio Naz. Ricerche Pubbl. No. 36 (1972)
- C. Baiocchi, V. Comincioli, Enrico Magenes, G.A. Pozzi, Free boundary problems in the theory of fluid flow through porous media: existence and uniqueness theorems, Ann. Mat. Pura Appl. (4) 97, 1–82, 1973
- Enrico Magenes, Problèmes de frontière libre liés à certaines questions d’hydraulique, in Proceedings of Equadiff III (Third Czechoslovak Conf. Differential Equations and their Applications, Brno, 1972). Folia Fac. Sci. Natur. Univ. Purkynianae Brunensis, Ser. Monograph., vol. 1, pp. 51–58. Purkyneˇ University, Brno, 1973
- Enrico Magenes, Mathematical aspects of finite element methods. Proceedings della Conferenza tenuta al Consiglio Nazionale delle Ricerche (C.N.R.) Roma, 10-12 Dicembre, 1975
- Enrico Magenes, Problemi Attuali dell’Insegnamento della Matematica,  Notiziario Unione Matematica Italiana, Suppl. 6, 122–133, 1976
- Enrico Magenes, Topics in parabolic equations: some typical free boundary problems. In: Boundary Value Problems for Linear Evolution: Partial Differential Equations, Proc. NATO Advanced Study Inst., Liège, 1976. NATO Advanced Study Inst. Ser., Ser. C: Math. and Phys.  Sci., vol. 29, pp. 239–312. Reidel, Dordrecht, 1977
- Jacques-Louis Lions, Enrico Magenes, Guido Stampacchia (1922–1978), Bollettino Unione Matematica Italiana, A (5) 15(3), 715–756, 1978
- P. Colli Franzone, Enrico Magenes, On the inverse potential problem of electrocardiology, Calcolo 16(4), 459–538 (1980), 1979
- E. De Giorgi, Enrico Magenes, U.Mosco (a cura di), Proceedings of the International Meeting on Recent Methods in Nonlinear Analysis, Pitagora Editrice, Bologna (1979)
- Enrico Magenes, Mauro Pagni (1922–1979), Bollettino Unione Matematica Italiana, A (5) 17(2), 357–363, 1980
- Enrico Magenes (a cura di), Free Boundary Problems, vol. I, Istituto Nazionale di Alta Matematica Francesco Severi, Roma, 1980
- Enrico Magenes (a cura di), Free Boundary Problems, vol. II. Istituto Nazionale di Alta Matematica Francesco Severi, Roma, 1980
- Enrico Magenes, Two-phase Stefan problems in several space variables, Matematiche 36(1), 65–108 (1983). 1981
- Enrico Magenes, Prodi G., Elementi di Analisi Matematica per il Triennio delle Scuole Secondarie Superiori, Casa Editrice G. D’Anna, Messina–Firenze (1982)
- Enrico Magenes, Mathematical problems in electrocardiologic potential theory. in Methods of Functional Analysis and Theory of Elliptic Equations, Liguori, Napoli, 1982, pp. 199–216, Liguori, Napoli, 1983
- Enrico Magenes, Carlo Miranda, Annali di matematica pura e applicata, (4) 135, i–iii (1984), 1983
- Enrico Magenes, Claudio Verdi, A, Visintin, Semigroup approach to the Stefan problem with non-linear flux,  Atti Accademia Nazionale dei Lincei, Rend. Cl. Sci. Fis. Mat. Nat. (8) 75(1–2), 24–33 (1984), 1983
- Enrico Magenes, Numerical solutions of nonlinear problems,  Lectures presentate al VI France-Italy-USSR joint symposium of applied mathematics held at the Institut National de Recherche en Informatique et en Automatique (INRIA), Rocquencourt, 19–21 Dicembre, 1983
- Piero Colli Franzone, L. Guerri, Enrico Magenes, Oblique double layer potentials for the direct and inverse problems of electrocardiology, Math. Biosci. 68(1), 23–55, 1984
- Enrico Magenes, Claudio Verdi, The semigroup approach to the two-phase Stefan problem with nonlinear flux conditions, in Free Boundary Problems: Applications and Theory, vol. III, Maubuisson, 1984. Res. Notes Math., vol. 120, pp. 28–39. Pitman, Boston, 1985
- Enrico Magenes, An inverse problem in the theory of logarithmic potentials, Calcolo 22(1), 31–46, 1985
- Enrico Magenes, Le basi matematiche per tutti, Notiziario Unione Matematica Italiana, Suppl. 7, 7–33, 1986
- Enrico Magenes, R.H Nochetto, Claudio Verdi, Energy error estimates for a linear scheme to approximate nonlinear parabolic problems, Annali della Scuola Normale Superiore di Pisa, Classe di Scienza, Vol 21, Num. 4, pagg. 655–678, 1987
- Enrico Magenes, Remarques sur l’approximation des problèmes paraboliques non linéaires, in Analyse Mathématique et Applications, pp. 297–318. Gauthier-Villars, Montrouge, 1988)
- Enrico Magenes, A time-discretization scheme approximating the nonlinear evolution equation ut +ABu = 0, in Partial Differential Equations and the Calculus of Variations, vol. II. Progr. Nonlinear Differential Equations Appl., vol. 2, pp. 743–765. Birkhäuser Boston, Boston, 1989
- Enrico Magenes, Claudio Verdi, Augusto Visintin, Theoretical and numerical results on the two-phase Stefan problem, Society for Industrial and Applied Mathematics J. Numer. Anal. 26(6), 1425–1438, 1989
- Enrico Magenes, Su alcune questioni connesse con il problema di derivata obliqua regolare per le funzioni armoniche, Atti della Accademia Nazionale dei Lincei. Classe di Scienze Fisiche, Matematiche e Naturali. Rendiconti Lincei. Matematica e Applicazioni Serie 9, Volume 1, pagg. 195-202, 1990
- Enrico Magenes, Numerical approximation of nonlinear evolution problems. in Frontiers in Pure and Applied Mathematics, pp. 193–207. North-Holland, Amsterdam, 1991
- Enrico Magenes, On a Stefan problem in a concentrated capacity, in Nonlinear Analysis. Sc. Norm. Super. di Pisa Quaderni, pp. 217–229. Scuola Norm. Sup., Pisa, 1991
- Enrico Magenes, On the approximation of some non-linear evolution equations, International Symposium in onore di Renato Caccioppoli,  Napoli, 1989, in Ricerche di matematica, 40(Suppl.), pagg. 215–240, 1991
- Enrico Magenes , On a Stefan problem on the boundary of a domain. in Partial Differential Equations and Related Subjects, Trento, 1990. Pitman Res. Notes Math. Ser., vol. 269, pp. 209–226. Longman Sci. Tech., Harlow, 1992
- Enrico Magenes, Some new results on a Stefan problem in a concentrated capacity, Atti della Accademia Nazionale dei Lincei. Classe di scienze fisiche, matematiche e naturali. Rendiconti Lincei. Matematica e Applicazioni, Serie 9, Volume 3, Num.1, p. 23–34, 1992
- Enrico Magenes, The Stefan problem in a concentrated capacity, in Current Problems of Analysis and Mathematical Physics, Taormina, 1992, pp. 155–182. Univ. Roma “La Sapienza”, Roma, 1993
- Enrico Magenes, Claudio Verdi, Time discretization schemes for the Stefan problem in a concentrated capacity, Meccanica, Volume 28, pagg. 121–128, 1993
- Enrico Magenes, Maria Cibrario Cinquini, Atti Accademia Nazionale dei Lincei Cl. Sci. Fis. Mat. Natur. Rend. Lincei (9) Suppl. 5, 35–47 (1995). 1994
- Enrico Magenes, Stefan problems in a concentrated capacity, in Advanced Mathematics: Computations and Applications, Novosibirsk, 1995, pp. 82–90. NCC Publ., Novosibirsk (1995)
- Enrico Magenes, Giuseppe Scorza-Dragoni, Atti Accademia Nazionale dei Lincei Cl. Sci. Fis. Mat. Natur. Rend. Lincei (9) Suppl. 7, 69–87 (1997). 1996
- Enrico Magenes , On a Stefan problem in a concentrated capacity, in Partial Differential Equations and Applications. Lecture Notes in Pure and Appl. Math., vol. 177, pp. 237–253, Dekker, New York, 1996
- Enrico Magenes, On the scientific work of Olga Oleinik, Rend. Mat. Appl. (7) 16(3), 347–373, 1996
- Augusto Visintin, A. Fasano, Enrico Magenes, Claudio Verdi, About mathematical models of phase transitions, Bollettino dell'Unione Matematica Italiana Serie 8 1-B, pagg. 1-2, 1998
- Enrico Magenes, Stefan problems with a concentrated capacity, Bollettino Unione Matematica Italiana Sezione B, Serie 8, Vol. 1, pagg. 71–81, 1998
- Enrico Magenes, Sur l’opérateur du type Dirichlet-Neumann pour certaines équations paraboliques non linéaires, in Équations aux dérivées partielles et applications, pp. 655–665. Gauthier-Villars, Éd. Sci. Méd. Elsevier, Parigi, 1998
- Enrico Magenes, L'U.M.I. nel primo dopo-guerra (1945-1951), Bollettino Unione Matematica Italiana Sezione A, Volume 8 1(2), pagg. 145–152, 1998
- Enrico Magenes, Una testimonianza sul III Congresso dell'U.M.I, Bollettino dell'Unione Matematica Italiana Serie 8 1-A, pagg 1-6, 1998
- Enrico Magenes, In memory of Lamberto Cattabriga. Ann. Univ. Ferrara, Sez. 7 (N.S.) 45(suppl.), 1–4 (2000). 1999. Workshop on Partial Differential Equations, Ferrara, 1999
- P.D. Lax, Enrico Magenes, R Temam, Jacques-Louis Lions (1928–2001), Not. Am. Math. Soc. 48(11), 1315–1321, 2001
- Enrico Magenes, Ricordo di Jacques-Louis Lions, Bollettino Unione Matematica Italiana Sezione A, Volume 8, Num. 2, pagg. 185–198, 2001
- Enrico Magenes, In memoriam Jacques-Louis Lions, Atti Accademia Nazionale dei Lincei Cl. Sci. Fis. Mat.  Natur. Rend. Lincei (9) Suppl. 13, 19–23 (2004), 2002
- Enrico Magenes, In memoriam Olga Oleinik, Atti Accademia Nazionale dei Lincei Cl. Sci. Fis. Mat. Natur. Rend. Lincei (9) Suppl. 13, 25–27 (2004). 2002
- Enrico Magenes, Opening address of the international conference on nonlinear evolution problems. Accademia Nazionale dei Lincei e Università di Roma “La Sapienza”, Roma, 28–31 gennaio 2003, Atti Accademia Nazionale dei Lincei Cl. Sci. Fis. Mat. Natur. Rend. Lincei (9) Mat. Appl. 15(3–4), pagg. 149–159, 2004
- Enrico Magenes, The collaboration between Guido Stampacchia and Jacques-Louis Lions on variational inequalities, in Variational Analysis and Applications. Nonconvex Optim. Appl., vol. 79, pp. 33–38. Springer, New York, 2005
- Enrico Magenes, In memoria di Renato Caccioppoli, Ric. Mat. 54(2), 333–338 (2006), 2005
- Enrico Magenes, Regularity of the solution to a boundary value problem for a parabolic integrodifferential equation, Rend. Accad. Naz. Sci. XL Mem. Mat. Appl. (5) 29(1), 271–279, 2005
- Enrico Magenes, Maria Rosa Magenes, G. Prodi, M. Reggiani, Calcolo Differenziale e Calcolo Integrale. Ghisetti Corvi, Milano, 2006